# Can Maiol de la Torre
Can Maiol de la Torre és una obra d'Arenys de Munt (Maresme) declarada Bé Cultural d'Interès Nacional.

## Descripció
Masia fortificada amb una notable torre de defensa de base angular. La construcció està formada per un cos annexe a la torre- de planta baixa i pis- amb una entrada adovellada sobre el qual hi ha una finestra motllurada.
La torre té un pis més que la resta, i està coberta a l'interior per un sostre de fusta. Les finestres estan emmarcades per fines motllures.

## Història
Algunes masies per tal de fer front al perill turc i el creixent bandolerisme, optaren per fer-se construir torres de defensa.